# 盛汝謙
盛汝謙（1505年—1579年），字亨甫，號古泉，直隸安慶府桐城縣人，民籍，明朝政治人物。

## 生平
嘉靖十六年（1537年）丁酉科應天鄉試第一百名舉人，二十年（1541年）中式辛丑科會試第三十四名，三甲第一百六十八名進士。十二月丁母憂，二十二年（1543年）授行人司行人，二十五年（1546年）升山西道監察御史，二十七年（1548年）巡按陝西茶馬，升光祿寺少卿，四十二年（1563年）三月升南京太僕寺少卿，升南京鴻臚寺卿，四十四年（1565年）六年升南京太僕寺卿，四十五年（1566年）四月升南京都察院右僉都御史、提督操江，隆慶元年（1567年）四月改大理寺卿，十月升南京戶部右侍郎，二年（1568年）二月以疾乞休。萬曆七年（1579年）卒，賜祭葬。

## 家族
曾祖盛茂；祖父盛健；父盛儀，號梅塘，封監察御史 贈南京都察院右僉都御史。母張氏（贈孺人）。嚴侍下。兄盛汝正。從兄盛心、盛恩、盛惠、盛志，從弟盛應。子盛世皋、盛世夔、盛世楫、盛世霖、盛世翼、盛世承、盛世享。